# 勒图韦
勒图韦（法語：Le Touvet，法語發音：[lə tuvɛ]）是法国伊泽尔省的一个市镇，位于该省东部，属于格勒诺布尔区。

## 地理
勒图韦（45°21'27"N, 5°56'53"E）面积11.56 平方千米，位于法国奥弗涅-罗讷-阿尔卑斯大区伊泽尔省，该省份为法国东南部内陆省份，北起顺时针与安省、萨瓦省、上阿尔卑斯省、德龙省、阿尔代什省、卢瓦尔省和罗讷省。
与勒图韦接壤的市镇（或旧市镇、城区）包括：贡斯兰、圣玛丽迪蒙、圣樊尚德梅尔屈兹、拉泰拉斯、小岩高原镇。

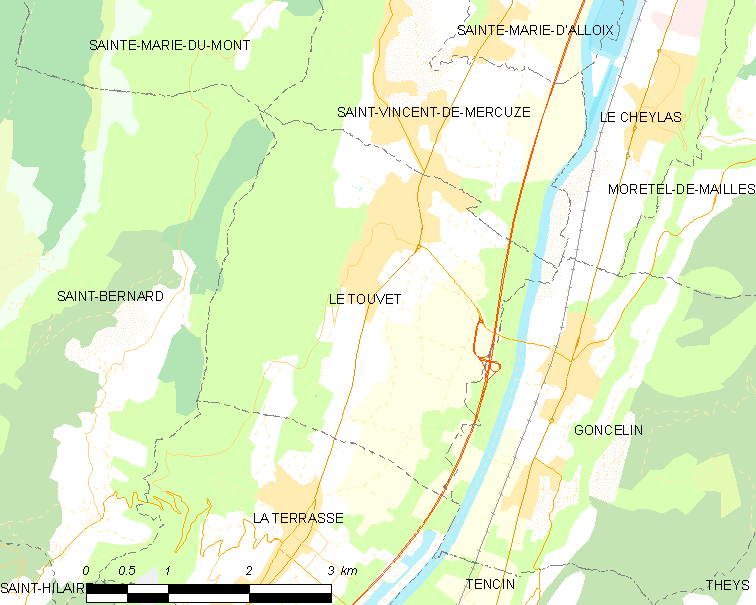
勒图韦的OSM定位图

勒图韦的时区为UTC+01:00、UTC+02:00（夏令时）。

## 行政
勒图韦的邮政编码为38660，INSEE市镇编码为38511。

## 政治
勒图韦所属的省级选区为上格雷西沃当县。

## 人口

1962-2008年间勒图韦人口变化图示

勒图韦于2022年1月1日时的人口数量为3115人。